# Alghero Sant’Agostino
Alghero Sant’Agostino (włoski: Stazione di Alghero Sant’Agostino) – stacja kolejowa w Alghero, w prowincji Sassari, w regionie Sardynia, we Włoszech. Stacja znajduje się w Pietraia, a od 1988 roku jest punktem końcowym linii kolejowej Sassari – Alghero.
Według klasyfikacji RFI posiada kategorię srebrną.

## Historia
Pochodzenie stacji jest związane z potrzebą zmiany jakie zaszły po II wojnie światowej, aby zmienić przebieg linii z Sassari. Przyczyny, które doprowadziły do tej decyzji były natury czysto turystycznej, związane z ruchem. W pierwszym przypadku obszar portu był zainteresowany postępującym rozwojem turystyki, podczas gdy w mieście zwiększał się ruch kołowy. W związku z dekretem ministerialnym numer 48 12 stycznia 1970 dano zielone światło do wycofania terminala kolejowego w dzielnicy portowej Pietraia. Aby poradzić sobie z realizacją nowej stacji, w tym czasie ruch odbywał się za pomocą Strade Ferrate Sarde. Nazwa wybrana dla nowej stacji „Sant’Agostino”, pochodzi od małego kościoła znajdującego się w bezpośrednim sąsiedztwie, lepiej znanego jako „Sant’Agostino vecchio”, aby odróżnić go od nowszego kościół zbudowanego w dzielnicy Sant’Agostino. Stacja została ostatecznie zbudowana w połowie lat 70.
W 1981 roku infrastruktura stacji Alghero Porto mocno zubożała, likwidując budynek pasażerski i toru boczne. Wreszcie w 1988 roku nowa stacja została punktem końcowym dla linii Alghero-Sassari.

## Linie kolejowe
- Sassari – Alghero